# 上八木站

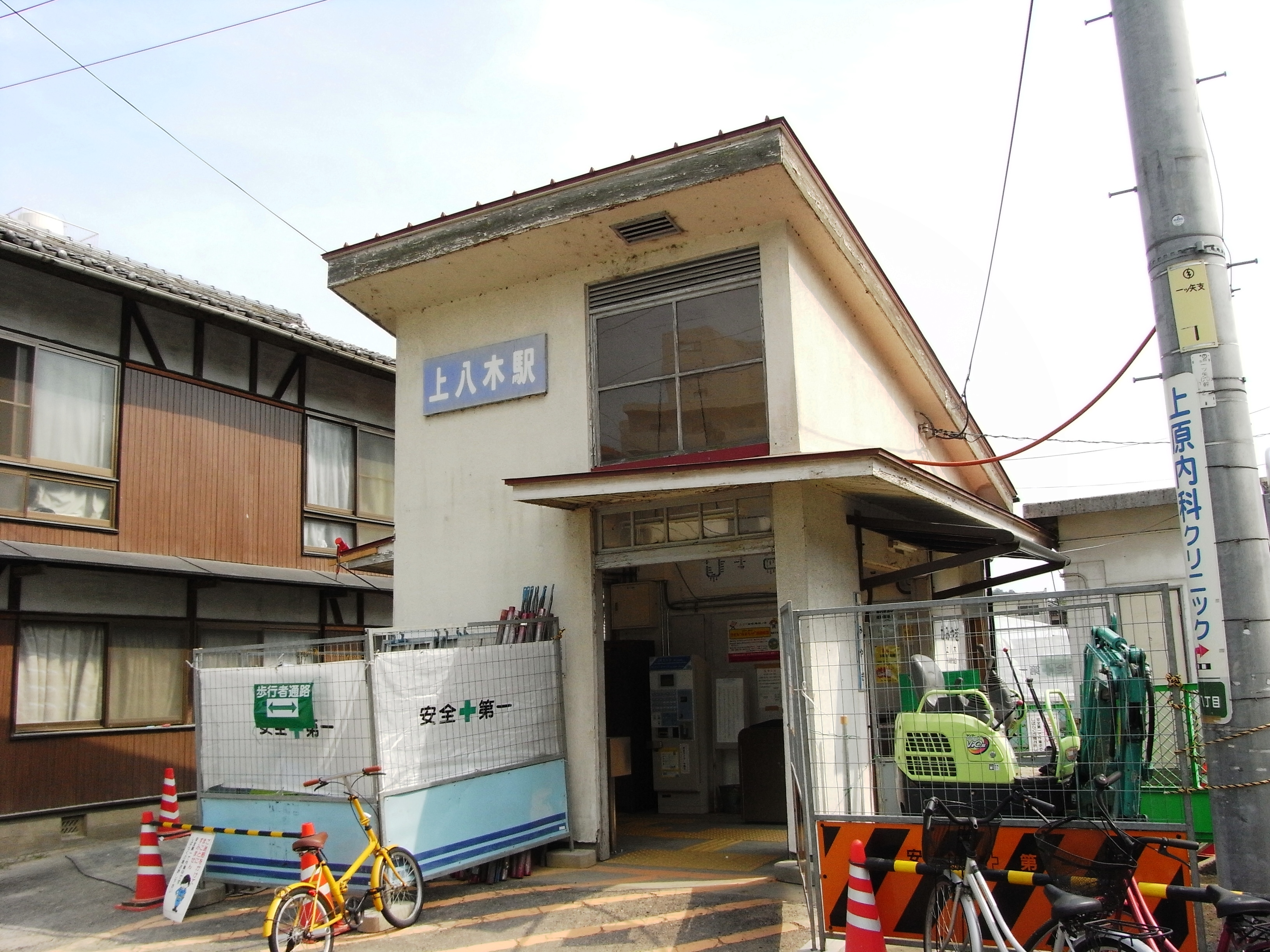
翻新前的站房(2008年7月)

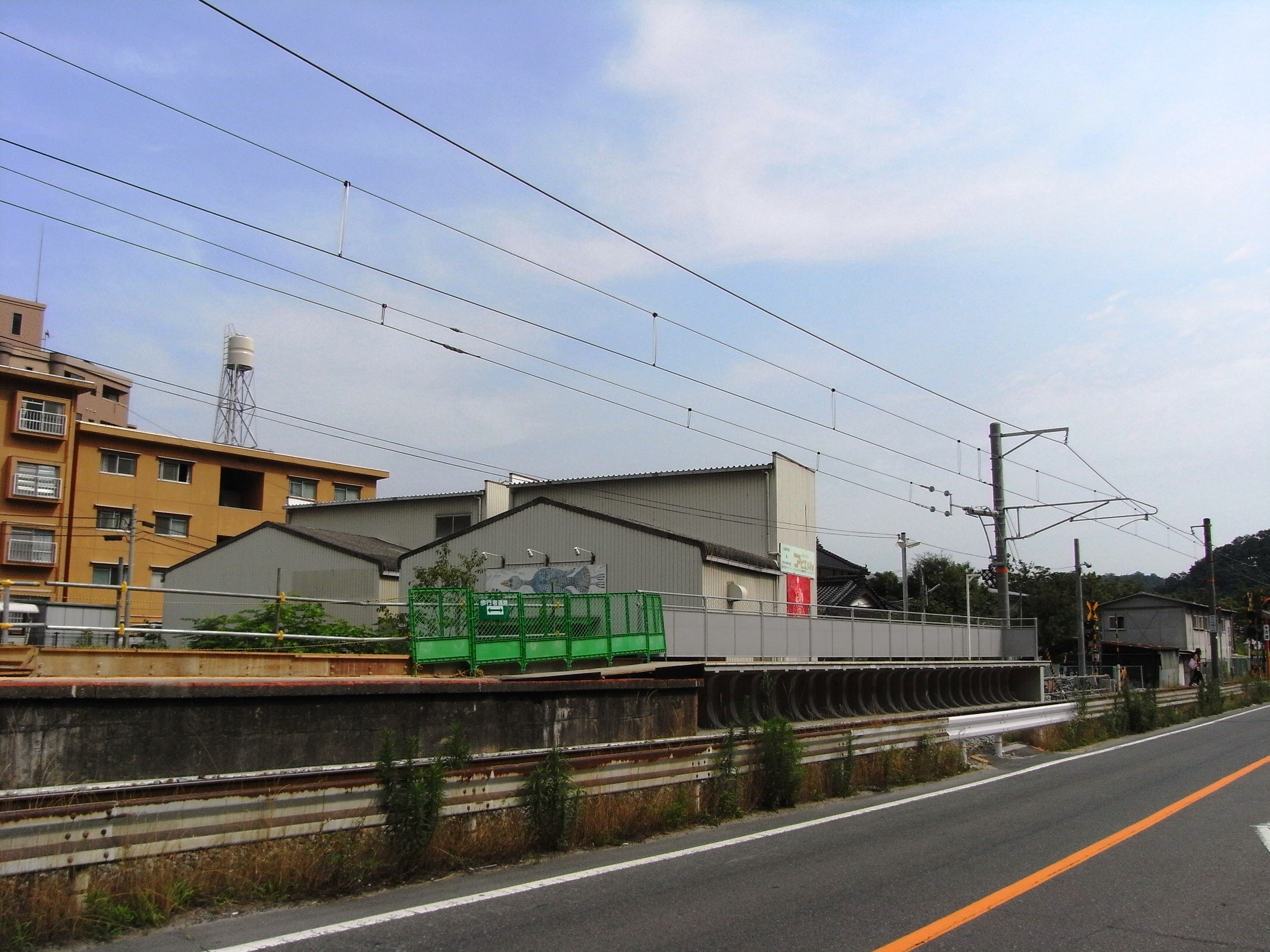
月台(2008年7月)

上八木站（日语：／ Kamiyagi eki */?）是位於廣島縣廣島市安佐南區八木三丁目，屬於西日本旅客鐵道（JR西日本）的可部線車站。車站編號為JR-B11。

## 歷史
- 1910年（明治43年）12月25日 - 大日本軌道（日语：大日本軌道）廣島支社線從古市橋站延伸至此處，太田川橋停留場（日语：／）啟用。當時為旅客車站。
- 1911年（明治44年）6月12日 - 大日本軌道廣島支社線延伸至可部站，成為中途站。
- 1919年（大正8年）3月11日 - 大日本軌道廣島支社線轉議至可部軌道，成為可部軌道的停留場。
- 1926年（大正15年）5月1日 - 可部軌道與廣島電氣合併，成為廣島電氣停留場。
- 1931年（昭和6年）7月1日 - 廣島電氣線轉讓給廣濱鐵道，成為廣濱鐵道停留場。
- 1936年（昭和11年）9月1日 - 廣濱鐵道被國有化，成為國有鐵道可部線車站，同日被升級為車站，改名為上八木站。
- 1953年（昭和28年）11月1日 - 車站向梅林站一方遷移0.4公里。
- 1987年（昭和62年）4月1日 - 伴隨國鐵分割民營化，車站由西日本旅客鐵道（JR西日本）營運。
- 2006年（平成18年）6月30日 - 最後一日於站前個人商店委託販賣車票。
- 2007年（平成19年）
  - 7月29日 - 設置可支援ICOCA的簡易型自動閘機。
  - 9月1日 - 此站開始可以使用IC卡「ICOCA」。
- 2008年（平成20年）3月15日 - 月台延長工程完成。4卡編成的列車可靠此站。
- 2014年（平成26年） 8月20日 - 受到2014年8月日本暴雨（日语：平成26年8月豪雨）的影響，廣島市發生泥石流。綠井站至可部站之間於當天至8月31日之間暫停服務[1][2][3][4]。

## 車站構造
本站是地面車站，設有1面1線的單式月台。可部方向的列車會開啟右邊車門。站房位於靠近可部一方，站內設有自動售票機和簡易式自動閘機。此站是由可部站管理的無人車站。
在可部線行走的列車多以2卡編成，於早上繁忙時間會設有來自山陽本線或吳線的直通列車，這些列車以4卡編成。在2008年3月14日前，由於月台只可容納3卡列車，因此4卡列車中，靠近廣島的1卡車廂是不會開啟車門。在2008年3月15日起，月台延長後，新月台可容納4卡編成的列車，因此所有車門均會打開。
車站可以使用ICOCA與其互相可以使用的IC卡。此站位於JR特定都區市內制度中，「廣島市內」的車站。在「JR可部線活性化連携計劃」中，此站計劃加設列車交會設備。

## 利用狀況
以下為各年度的使用人次。
| 年度               | 1日平均 乘車人次 | 年度總人次 | 定期票 人次 | 普通票 人次 |
| ------------------ | ---------------- | ---------- | ----------- | ----------- |
| 1968年（昭和43年） | 153.2            | 111,828    | 101,242     | 10,586      |
| 1969年（昭和44年） | 126.8            | 92,594     | 84,444      | 8,150       |
| 1970年（昭和45年） | 112.0            | 81,773     | 74,644      | 7,129       |
| 1971年（昭和46年） | 124.5            | 91,098     | 80,954      | 10,144      |
| 1972年（昭和47年） | 99.4             | 72,542     | 61,780      | 10,762      |
| 1973年（昭和48年） | 143.9            | 105,046    | 85,494      | 19,552      |
| 1974年（昭和49年） | 177.5            | 129,576    | 112,204     | 17,372      |
| 1975年（昭和50年） | 159.2            | 116,543    | 95,408      | 21,135      |
| 1976年（昭和51年） | 173.0            | 126,257    | 102,910     | 23,347      |
| 1977年（昭和52年） | 189.8            | 138,534    | 115,472     | 23,062      |
| 1978年（昭和53年） | 186.1            | 135,840    | 117,772     | 18,068      |

以上的1日平均乘車人次中，假設乘車和下車人次是相同，是以該年度總人次除以365（在閏年度，即1963、1967、1971和1975年度除以366），然後取捨至一位小數點。
| 年度                | 1日平均 乘車人次 |
| ------------------- | ---------------- |
| 1979年（昭和54年）  | 194              |
| 1980年（昭和55年）  | 169              |
| 1981年（昭和56年）  | 168              |
| 1982年（昭和57年）  | 159              |
| 1983年（昭和58年）  | 155              |
| 1984年（昭和59年）  | 168              |
| 1985年（昭和60年）  | 159              |
| 1986年（昭和61年）  | 178              |
| 1987年（昭和62年）  | 212              |
| 1988年（昭和63年）  | 271              |
| 1989年（平成 元年） | 268              |
| 1990年（平成02年）  | 274              |
| 1991年（平成03年）  | 287              |
| 1992年（平成04年）  | 349              |
| 1993年（平成05年）  | 321              |
| 1994年（平成06年）  | 347              |
| 1995年（平成07年）  | 363              |
| 1996年（平成08年）  | 384              |
| 1997年（平成09年）  | 390              |
| 1998年（平成10年）  | 444              |
| 1999年（平成11年）  | 445              |
| 2000年（平成12年）  | 442              |
| 2001年（平成13年）  | 417              |
| 2002年（平成14年）  | 406              |
| 2003年（平成15年）  | 417              |
| 2004年（平成16年）  | 447              |
| 2005年（平成17年）  | 450              |
| 2006年（平成18年）  | 445              |
| 2007年（平成19年）  | 478              |
| 2008年（平成20年）  | 477              |
| 2009年（平成21年）  | 503              |
| 2010年（平成22年）  | 522              |
| 2011年（平成23年）  | 508              |
| 2012年（平成24年）  | 510              |
| 2013年（平成25年）  | 540              |
| 2014年（平成26年）  | 532              |
| 2015年（平成27年）  | 550              |
| 2016年（平成28年）  | 561              |
| 2017年（平成29年）  | 581              |
| 2018年（平成30年）  | 557              |
| 2019年（令和元年）  | 531              |

乘車人次圖表

## 車站周邊
- 中八木巴士站（廣島電鐵（日语：広電バス）、廣島交通（日语：広島交通））
- 廣島市立城山北中學（日语：広島市立城山北中学校）
- 廣島市立八木小學（日语：広島市立八木小学校）
- 八木峠（日语：八木峠）
- 國道54號（日语：国道54号）
- 太田川

## 相鄰車站
西日本旅客鐵道
可部線
梅林（JR-B11）－上八木（JR-B12）－中島（JR-B13）

## 注腳
1. ↑  8月16日から続く大雨等による被害状況について（第６報）PDF （日語） - 國土交通省 災害情報，2014年8月20日 截至15:00
2. ↑  広島大規模土砂災害で可部線など不通 （页面存档备份，存于）（日語） - response 2014年8月20日
3. ↑   (新闻稿). 西日本旅客鉄道. 2014-08-22  [2021-05-29]. （原始内容存档于2021-06-03） （日语）.
4. ↑   (新闻稿). 西日本旅客鉄道. 2014-08-29  [2021-05-29]. （原始内容存档于2021-06-02） （日语）.
5. ↑  . 廣島市.   [2014-10-05]. （原始内容存档于2014-10-06） （日语）.
6. ↑  《廣島市統計書》
7. ↑  《廣島市勢要覧》

## 外部連結
- 上八木｜車站資訊：JR出門網 - 西日本旅客鐵道